# Triplophysa jianchuanensis
Triplophysa jianchuanensis és una espècie de peix de la família dels balitòrids i de l'ordre dels cipriniformes.

## Morfologia
- El cos fa 4,5 de llargària màxima i té la pell suau i sense escates, el cap llarg i els ulls grossos.
- Presenta un parell de solcs al mig del llavi inferior.
- Mandíbula inferior amb forma de cullera.
- Línia lateral completa.
- Intestins curts i doblegats en forma de ziga-zaga darrere de l'estómac.
- L'extrem de l'aleta pelviana no arriba a l'anus.
- Aleta caudal dentada.
- 7 radis ramificats a l'aleta dorsal i 16 a la caudal.[1][3]

## Alimentació
Hom creu que es nodreix de copèpodes i de Gammaridae.

## Hàbitat i distribució geogràfica
És un peix d'aigua dolça, demersal i de clima temperat, el qual viu a la Xina (Yunnan).

## Observacions
És inofensiu per als humans.